# ناحیه ورنن، شهرستان کاولی، کانزاس
ناحیه ورنن، شهرستان کاولی، کانزاس (به انگلیسی: Vernon Township, Cowley County, Kansas) یک سکونتگاه مسکونی در ایالات متحده آمریکا است که در شهرستان کاولی، کانزاس واقع شده‌است.

## خصوصیات
ناحیه ورنن ۱۰۲٫۷۸ کیلومترمربع مساحت و ۵۰۲ نفر جمعیت دارد و ۳۶۵ متر بالاتر از سطح دریا واقع شده‌است.